# カナダ会衆派キリスト教会
カナダ会衆派キリスト教会（カナダかいしゅうはキリストきょうかい、Congregational Christian Churches in Canada）は、カナダにある福音派のプロテスタント系キリスト教の教派である。本部はオンタリオ州ブラッドフォードで、世界福音会衆派協会のメンバーでもある。通称は4Cs。

## 組織と指導
「会衆派」という名称は、一般に、各地域の教会と全国組織とのあいだの協調と責任関係を維持しつつも、教会の自立と自主意識を促進するような組織形態を指すためにもちいられる。現在、この教会は各地域を代表する全国幹部委員会によって指導されている。この委員会を司会する立場にあるのは、委員会議長、および教会全体に対する精神的な監督をはたす全国牧師である。信徒は毎年全国総会に参集し、翌年の開催地（西部、沿海州、カナダ中央）を決定している。

## 歴史的由来
会衆派キリスト教のルーツはイギリスの宗教改革にまでさかのぼる。会衆派教会は新大陸における非国教徒らによって作られた。彼らの一部はニューイングランドから後にカナダになる地域にやってきたものたちである。第二次大覚醒によって会衆派のスタイルと教職者は北アメリカ全体に大きく広がった。グローバルにみると、会衆派の教職者と宣教師はハワイのような場所や南太平洋にも派遣されている。

## カナダにおける中断
カナダにおける会衆主義という名称や福音運動は、時代的には19世紀の方がよく知られている。多くの会衆派教会は1925年にメソジスト派と長老派の多数派とともにカナダ合同教会を結成することに賛成した。この結果、「会衆派教会」という名称はなくなり、事実上、カナダから消えてしまった。その後も会衆派形式の組織をとった教会の残りはオンタリオ州南部に集まり、「オンタリオ・キリスト教会」として知られるようになった。公式には、1965年からこれらの教会はアメリカの保守的会衆派キリスト教徒会議に所属しているが、いまなお独立した総会を開催している。